# Мадруга
Мадру́га (исп. Madruga) — муниципалитет и город в провинции Маябеке на Кубе, расположен в восточной части провинции. Основан в 1803 году.
Площадь составляет 464  км². Плотность населения — 66 человек на квадратный километр.

## Демография
Численность населения муниципалитета 30 640 человек (по состоянию на 2004 год). С 1953 года население возросло более, чем в три раза.
| 1907  | 1919  | 1931  | 1943   | 1953   |
| ----- | ----- | ----- | ------ | ------ |
| 5 104 | 7 787 | 9 155 | 10 519 | 10 557 |

## Административно-территориальное деление
В муниципалитете Мадруга 7 районов: Конкордия-и-Кайяхабос, Эсте, Итабо, Махагуа, Оэсте, Сабана-де-Роблес и Сан-Блас.
|      | Мадруга в целом | Конкордия-и-Кайяхабос | Эсте  | Итабо | Махагуа | Оэсте | Сабана-де-Роблес | Сан-Блас |
| ---- | --------------- | --------------------- | ----- | ----- | ------- | ----- | ---------------- | -------- |
| 1919 | 7 787           | 1 622                 | 1 035 | 827   | 371     | 1 876 | 1 248            | 808      |
| 1931 | 9 155           | 1 812                 | 1 302 | 972   | 302     | 2 433 | 1 483            | 851      |
| 1943 | 10 519          | 2 109                 | 1 404 | 1 177 | 303     | 2 921 | 1 670            | 935      |